# DIARY KEY
『DIARY KEY』（ダイアリー キー）は、Base Ball Bearのメジャー9枚目のフルアルバム。2021年10月27日にDGP RECORDSよりリリース。

## 解説
前作『C3』より約1年9ヶ月ぶりのフルアルバムである。
明確なコンセプトは明かされていないものの今作を小出は”コンセプトアルバム”として位置づけている。小出曰く「一番言いたいことを"言っていない"アルバム」。
収録曲は全11曲で、2021年にリリースされたシングル「ドライブ」「SYUUU」「プールサイダー」もアルバム収録曲に収めている。
本作は通常盤（「Standard Edition」）のほかに、初回生産限定盤（「Deluxe Edition」）の2形態でのリリースとなり、初回限定盤は2CD＋DVD仕様。
初回限定盤には2020年5月から8月にかけて行われていた”仮想ツアー”『LIVE IN LIVE〜IN YOUR HOME〜』を新たにミックスしミニアルバムとしたCDと、結成20周年記念のメンバー座談会と新曲のMVをコンパイルしたDVDが付属。
ジャケット･デザインは初回限定盤が、『DIARY KEY Base Ball Bear』『生活PRISM feat. Valknee Base Ball Bear』といったように曲名･バンド名が小窓で見られるよう穴があいており、歌詞カードにあたる紙を差し替えることで曲名を変えることもできるようになっている。通常盤は普通のブックレットが封入されている。
オリコンチャートの2021年11月8日付週間CDアルバムランキングでは2,850枚を売り上げ26位にランクインした。
本アルバムを引っ提げて2021年11月11日から12月19日まで「Base Ball Bear TOUR 「DIARY KEY」」を全9公演開催した。初日の2021年11月11日はバンドの結成20周年記念日である。

## 収録曲
| #         | タイトル                    | 作詞              | 作曲                           | 時間  |
| --------- | --------------------------- | ----------------- | ------------------------------ | ----- |
| 1.        | 「DIARY KEY」               | 小出祐介          | 小出祐介                       | 4:12  |
| 2.        | 「プールサイダー」          | 小出祐介          | 小出祐介                       | 3:01  |
| 3.        | 「動くベロ」                | 小出祐介          | 小出祐介                       | 3:16  |
| 4.        | 「SYUUU」                   | 小出祐介          | 小出祐介                       | 3:32  |
| 5.        | 「Henshin」                 | 小出祐介          | 小出祐介                       | 4:20  |
| 6.        | 「A HAPPY NEW YEAR」        | 小出祐介          | 小出祐介                       | 3:51  |
| 7.        | 「悪い夏」                  | 小出祐介          | 小出祐介／関根史織／堀之内大介 | 3:12  |
| 8.        | 「_touch」                  | 小出祐介          | 小出祐介                       | 4:53  |
| 9.        | 「生活PRISM feat. valknee」 | 小出祐介／valknee | 小出祐介                       | 5:01  |
| 10.       | 「海へ」                    | 小出祐介          | 小出祐介                       | 4:16  |
| 11.       | 「ドライブ (album mix)」    | 小出祐介          | 小出祐介                       | 3:54  |
| 合計時間: | 合計時間:                   | 合計時間:         | 合計時間:                      | 43:28 |

## 初回生産限定盤付属CD･DVD
初回生産限定でリリースされる「Deluxe Edition」盤には、「LIVE IN LIVE～IN YOUR HOME～」と題した2020年5月から8月にかけて行われた”仮想ライブ”をニューミックスのうえ1枚のアルバムとしてまとめたCDと、「DIARY KEY」と題した、Base Ball Bearの20年間を各時期によりゲストとともに振り返る座談会映像、及び本作に収録されている3曲のシングル曲とリード曲「DIARY KEY」のミュージック・ビデオが収録されたDVDが付属。
CDミニアルバム「LIVE IN LIVE～IN YOUR HOME～」
1. いまは僕の目を見て
2. すべては君のせいで
3. 転校生
4. GIRL FRIEND
5. どうしよう
6. 新呼吸
7. changes
8. ポラリス

DVD 「DIARY KEY VIDEO」
20th ANNIVERSARY SPECIAL TALK SESSION
1. 【Part.1】バンド結成～プレデビュー期 [1]
2. 【Part.2】メジャーデビュー～EMI期 [2]
3. 【Part.3】スリーピース＋サポートギター期 [3]
4. 【Part.4】DGP RECORDS設⽴～現在[4]

MV
1. ドライブ
2. SYUUU
3. プールサイダー
4. DIARY KEY

## 楽曲について
1. DIARY KEY
2. プールサイダー
3. SYUUU
4. A HAPPY NEW YEAR
5. 悪い夏
6. 生活PRISM feat. valknee
7. ドライブ (album mix)

## ツアー
2021年11月11日から12月19日にかけて『Base Ball Bear TOUR 「DIARY KEY」』を9か所で開催した。
初日の11月11日はバンドの結成20周年記念日当日であり、約11年ぶりのホール公演となった。
中野公演は2023年1月20日に発売される「海になりたい part.3」受注生産限定盤の特典映像として全曲映像化される。

### 日程
| 日程               | 開場/開演   | 都道府県 | 会場               |
| ------------------ | ----------- | -------- | ------------------ |
| 2021年11月11日(木) | 18:00/19:00 | 東京都   | 中野サンプラザ     |
| 2021年11月16日(火) | 18:30/19:00 | 宮城県   | Rensa              |
| 2021年11月29日(月) | 18:00/19:00 | 愛知県   | ダイヤモンドホール |
| 2021年11月30日(火) | 18:00/19:00 | 大阪府   | BIG CAT            |
| 2021年12月4日(土)  | 16:30/17:00 | 新潟県   | LOTS               |
| 2021年12月5日(日)  | 16:30/17:00 | 石川県   | 金沢AZ             |
| 2021年12月15日(水) | 18:30/19:00 | 北海道   | club garden        |
| 2021年12月18日(土) | 16:30/17:00 | 福岡県   | DRUM Be-1          |
| 2021年12月19日(日) | 16:30/17:00 | 広島県   | LIVE VANQUISH      |

### セットリスト
ツアー初日の11月11日にはアンコールで20年前の文化祭で1曲目に披露していたSUPERCARの「My Way」を20年ぶりに演奏した。
| 日程 | 11月11日                | 11月16日             | 11月29日             | 11月30日             | 12月4日              | 12月5日              | 12月15日             | 12月18日             | 12月19日             |
| 会場 | 中野サンプラザ          | Rensa                | ダイヤモンドホール   | BIG CAT              | LOTS                 | 金沢AZ               | club garden          | DRUM Be-1            | LIVE VANQUISH        |
| ---- | ----------------------- | -------------------- | -------------------- | -------------------- | -------------------- | -------------------- | -------------------- | -------------------- | -------------------- |
| 1    | DIARY KEY               | DIARY KEY            | DIARY KEY            | DIARY KEY            | DIARY KEY            | DIARY KEY            | DIARY KEY            | DIARY KEY            | DIARY KEY            |
| 2    | プールサイダー          | プールサイダー       | プールサイダー       | SYUUU                | SYUUU                | SYUUU                | SYUUU                | SYUUU                | プールサイダー       |
| 3    | 動くベロ                | 動くベロ             | GIRL FRIEND          | 動くベロ             | GIRL FRIEND          | GIRL FRIEND          | 動くベロ             | GIRL FRIEND          | 動くベロ             |
| 4    | GIRL FRIEND             | GIRL FRIEND          | Henshin              | GIRL FRIEND          | Henshin              | Henshin              | GIRL FRIEND          | Henshin              | GIRL FRIEND          |
| 5    | A HAPPY NEW YEAR        | A HAPPY NEW YEAR     | A HAPPY NEW YEAR     | A HAPPY NEW YEAR     | A HAPPY NEW YEAR     | A HAPPY NEW YEAR     | A HAPPY NEW YEAR     | A HAPPY NEW YEAR     | A HAPPY NEW YEAR     |
| 6    | 17才                    | 17才                 | 17才                 | 17才                 | 17才                 | 17才                 | 17才                 | 17才                 | 17才                 |
| 7    | ポラリス                | ポラリス             | ポラリス             | ポラリス             | ポラリス             | ポラリス             | ポラリス             | ポラリス             | ポラリス             |
| 8    | LOVE MATHEMATICS        | LOVE MATHEMATICS     | LOVE MATHEMATICS     | LOVE MATHEMATICS     | LOVE MATHEMATICS     | LOVE MATHEMATICS     | LOVE MATHEMATICS     | LOVE MATHEMATICS     | LOVE MATHEMATICS     |
| 9    | 悪い夏                  | 悪い夏               | 悪い夏               | 悪い夏               | 悪い夏               | 悪い夏               | 悪い夏               | 悪い夏               | 悪い夏               |
| 10   | _touch                  | _touch               | _touch               | _touch               | _touch               | _touch               | _touch               | _touch               | _touch               |
| 11   | 新呼吸                  | 新呼吸               | 新呼吸               | 新呼吸               | 新呼吸               | 新呼吸               | 新呼吸               | 新呼吸               | 新呼吸               |
| 12   | 生活PRISM feat. valknee | changes              | short hair           | short hair           | short hair           | short hair           | short hair           | short hair           | short hair           |
| 13   | ドラマチック            | ドラマチック         | ドラマチック         | ドラマチック         | ドラマチック         | ドラマチック         | ドラマチック         | ドラマチック         | ドラマチック         |
| 14   | 海へ                    | 海へ                 | 海へ                 | 海へ                 | 海へ                 | 海へ                 | 海へ                 | 海へ                 | 海へ                 |
| 15   | ドライブ                | ドライブ             | ドライブ             | ドライブ             | ドライブ             | ドライブ             | ドライブ             | ドライブ             | ドライブ             |
| 16   | My Way(SUPERCAR)        | 夕方ジェネレーション | 夕方ジェネレーション | 夕方ジェネレーション | 夕方ジェネレーション | 夕方ジェネレーション | 夕方ジェネレーション | 夕方ジェネレーション | 夕方ジェネレーション |
| 17   | 夕方ジェネレーション    | 祭りのあと           | 祭りのあと           | 祭りのあと           | 祭りのあと           | 祭りのあと           | 祭りのあと           | 祭りのあと           | 祭りのあと           |
| 18   | 祭りのあと              |                      |                      |                      |                      |                      |                      |                      |                      |